# Air-Sol Moyenne Portée
Air-Sol Moyenne Portée (ASMP; projektil zrak-zemlja srednjeg dometa) francuski je nuklearni projektil dizajniran za korištenje pomoću vojnih aviona. Taj projektil napravljen je na temelju "Force de frappe", odnosno francuske nuklearne doktrine koja govori o "upozoravajućem hicu" prije nego što se upotrijebi najjače postojeće strateško nuklearno oružje.
Projektil je dizajnirala, projektirala i proizvela tvrtka Aérospatiale, koja je sada dio tvrtke MBDA-a.

## Povijest
ASMP je nuklearni projektil kojeg koristi francuska vojska, odnosno francusko ratno zrakoplovstvo. Njihovo ratno zrakoplovstvo prije ASMP-a koristilo je bombe AN-22 i AN-52. Te bombe s vremenom su se pokazale neefikasnima zbog karakteristike slobodnog pada (eng. free-fall). To bi značilo da su takve bombe prilikom lansiranja mogle promašiti cilj jer rade upravo po principu slobodnog pada. To je primjerice bilo karakteristično za bombe korištene u 2. svj. ratu.
ASMP na sebi ima ugrađen Ramjet motor koji koristi tekuće gorivo te mu služi kao pogonska snaga.
Za bombu AN-22 koristio se vojni lovac Dassault Mirage IV, dok se za AN-52 koristio lovac Dassault Super Étendard. Za transport ASMP nuklearnog projektila koriste se tri vojna lovca:
- Dassault Mirage 2000N,
- Dassault Rafale i
- Dassault Super Étendard.

U službu francuske vojske ASMP ulazi 1986. godine. Francuska trenutno na zalihama ima 84 takva projektila.

## Karakteristike
ASMP je 5.38 m dug i 860 kg težak nuklaerni zrak-zemlja projektil srednjeg dometa, pokretan pomoću motora s tekućim gorivom. Postiže brzinu 2 - 3 macha a učinkoviti domet mu je između 80 i 300 km.
Nuklearni projektil može koristiti dvije bojne glave i to:
- T81 snage 150 kT i
- TNT snage 300 kT.

Osim trenutnog ASMP-a, u razvoju su napredniji ASMP-A i ASMP+ projektili dugog dometa koji će u službu ući 2010.

## Korisnici
- Francuska

## Galerija slika
- ASMP-A
- ASMP-A